# Перельман, Лазарь Соломонович
Лазарь Соломонович Перельман (1928—1986) — советский учёный в области электротехники, лауреат премии имени П. Н. Яблочкова АН СССР.
Окончил ЛПИ по специальности ТВН (техника высоких напряжений) (1953).
С 1953 по 1957 г. работал в «Кузбассэнерго» (Кемерово), в 1957—1960 гг. — в Ленинграде в институтах «Энергочермет» и «Кипрокаучук».
В 1961 г. по приглашению Н. Н. Тиходеева перешёл в Лабораторию ТВН НИИПТ (НИИ по передаче электроэнергии постоянным током), занимался исследованием радиопомех от электроустановок высших классов напряжения. В 1964 г. защитил кандидатскую диссертацию «Основные вопросы теории, экспериментальные исследования и методика расчета радиопомех от короны на проводах линий электропередачи».
С 1966 г. руководитель научно-исследовательской группы, а с 1968 г. и до конца своих дней — сектора исследований воздушной изоляции, короны и радиопомех.
Выполнил теоретические и экспериментальные исследования радиопомех от короны на проводах линий электропередачи сверхвысокого переменного и постоянного напряжения и на экранной арматуре гирлянд изоляторов и аппаратов. Предложил метод расчетного прогнозирования уровня радиопомех от проектируемых электроустановок СВН, произвёл измерения радиопомех непосредственно на ВЛ 500 и 750 кВ.
Совместно с М. В. Костенко и Ю. П. Шкариным опубликовал монографию «Волновые процессы и электрические помехи в многопроводных линиях высокого напряжения» («Энергия», 1973, 271 с.), за которую в 1975 г. присуждена премия АН СССР им. П. Н. Яблочкова.
В последние годы тяжело болел, но с перерывами продолжал работать, подготовил докторскую диссертацию, но не успел её защитить.
Сочинения:
- Основные вопросы теории, экспериментальные исследования и методика расчета радиопомех от короны на проводах линий электропередачи : диссертация ... кандидата технических наук : 05.00.00. - Ленинград, 1964. - 252 с. : ил.
- Волновые процессы и электрические помехи в многопроводных линиях высокого напряжения [Текст] / М. В. Костенко, Л. С. Перельман, Ю. П. Шкарин. - Москва : Энергия, 1973. - 271 с. : черт.; 21 см.